# Leviathan (sách Hobbes)
Leviathan hay Vật chất, Hình thức và Quyền lực của một Nhà nước, Giáo hội và Dân sự  (Tiếng Anh: Leviathan or The Matter, Forme and Power of a Common-Wealth, Ecclesiasticall and Civil), thường được đề cập là Leviathan, là một tác phẩm tiểu luận được viết bởi nhà triết học người Anh Thomas Hobbes (1588–1679), và xuất bản lần đầu tiên vào năm 1651 (phiên bản tiếng Latinh được sửa đổi năm 1668).
Trong cuộc Nội chiến Anh năm 1651, Hobbes đã viết tác phẩm nổi tiếng nhất của ông, mang tên Leviathan. Tiêu đề của tác phẩm được lấy từ tên con quái thú Leviathan trong Kinh thánh. Tác phẩm biên niên sử lại những cuộc phiêu lưu về chính trị hiện đại từ trạng thái thời nguyên thủy của con người, mà Hobbes đã mô tả như là một trạng thái cuộc chiến chống lại tất cả (tiếng Latinh: bellum omnium contra omnes), bị chi phối bởi các ưu thế tranh giành sự tốt nhất, mãi cho đến khi con người thành lập một xã hội dân sự.
Công trình tác phẩm liên quan đến cấu trúc của xã hội và chính phủ hợp pháp, và được coi là một trong những ví dụ sớm nhất và có ảnh hưởng nhất của lý thuyết Khế ước xã hội. Do đó, Hobbes tin rằng xã hội nên được cai trị bởi một chế độ quân chủ tuyệt đối là tốt nhất.
Leviathan được lập luận con người về cơ bản là những sinh vật ích kỷ, những người sẽ làm bất cứ điều gì để cải thiện vị trí của họ.
Cuốn sách gây tranh cãi dữ dội và đã bị kiểm duyệt ngay khi được xuất bản, đặc biệt là vì những quan điểm về tôn giáo, mà Hobbes coi là một niềm đam mê dựa trên nỗi sợ của những điều chưa biết, giống như mê tín. Leviathan là hai trong số những tác phẩm chính trị Phương Tây có ảnh hưởng nhất trong lịch sử, có thể so sánh với tác phẩm Quân Vương của Machiavelli.

## Bối cảnh
Thomas Hobbes của Malmsbury là một người đàn ông sống với nỗi sợ hãi. Trong cuốn tự truyện của mình, Hobbes kể lại rằng vào ngày sinh năm 1588, mẹ ông biết rằng Hạm đội Tây Ban Nha đã ra khơi để tấn công nước Anh. Tin tức này khiến mẹ của Hobbes khiếp sợ đến nỗi bà phải chuyển dạ sớm, và do đó, Hobbes đã viết: "nỗi sợ hãi và tôi sinh ra cùng nhau." Sợ hãi là một chủ đề quan trọng trong văn bản của Hobbes, cấu trúc cả các tài khoản bằng văn bản của ông về cuộc đời và hệ thống triết học Hobbes.
Hobbes nhận được nền giáo dục tại Cao đẳng Magdalen thuộc Viện Đại học Oxford ở Anh, nơi ông học kinh điển vào năm 1603. Năm 19 tuổi, ông tốt nghiệp và nhanh chóng làm gia sư riêng cho William Cavendish, một chàng trai giàu có không trẻ hơn Hobbes nhiều, người sau này trở thành Bá tước thứ hai của Devonshire. Sự liên kết của Hobbes với gia đình Cavendish đã cung cấp cho ông một số nguồn lực có lẽ đóng một phần lớn trong việc phát triển các mục tiêu học thuật của ông.
Chính trong thời gian này, Hobbes đã mở rộng không chỉ thế giới quan của mình, mà quan trọng hơn là quan điểm triết học. Ông đã có cơ hội đi du lịch trên Lục địa Châu Âu trong vài năm, để gặp gỡ các nhà khoa học và nghiên cứu các hình thức chính phủ khác nhau.
Leviathan, tác phẩm quan trọng nhất của Hobbes và là một trong những văn bản triết học có ảnh hưởng nhất được xuất bản trong thế kỷ 17, được viết một phần như một phản ứng với nỗi sợ hãi của Hobbes trong cuộc khủng hoảng chính trị của Nội chiến Anh.
Vào năm 1640, Hobbes đã rõ ràng phản ứng của Nghị viện Dài hạn (Long Parliament) sẽ chống lại vua Charles Đệ nhất, vì vậy Hobbes đã trốn sang Pháp và sống lưu vong trong mười một năm, vì sợ rằng, với tư cách là người bảo hoàng, ông sẽ bị bức hại vì sự ủng hộ cho nhà vua. Hobbes sáng tác Leviathan trong thời gian ở Paris, nói lên một cách xuất sắc triết lý của khoa học chính trị và tự nhiên mà ông đã phát triển từ những năm 1630.
Trong thời gian ở bên ngoài lãnh thổ, Hobbes bắt đầu quan tâm đến lý do tại sao mọi người cho phép họ được cai trị và đâu sẽ là hình thức chính phủ tốt nhất cho nước Anh. Tác phẩm của Hobbes cuối cùng đã được xuất bản vào năm 1651, hai năm sau khi Nghị viện ra lệnh chém đầu vua Charles Đệ nhất và tiếp quản chính quyền của quốc gia Anh dưới danh nghĩa Liên bang (Commonwealth).

## Trình bày

### Tiêu đề
Tiêu đề các chuyên luận của Thomas Hobbes ám chỉ đến Leviathan được đề cập trong Sách Gióp. Các nhà ngữ âm học trong thời kỳ đầu hiện đại tin rằng thuật ngữ "leviathan" có liên quan đến các từ trong Tiếng Hebrew của người Do Thái là lavah, mang ý nghĩa "liên minh, gắn bó hoặc tham gia"; và tannin, mang ý nghĩa con quái thú "to lớn như khủng long hoặc con rồng". Vì vậy, Nhà nước đã được tạo ra, theo Hobbes, để bảo vệ người dân khỏi sự ích kỷ và xấu xa của chính họ. Nhà nước tốt nhất là một người có sức mạnh to lớn của một con quái vật khổng lồ, hay quái vật biển. Hobbes tin vào sự cai trị của một vị vua vì ông cảm thấy một đất nước cần một nhân vật quyền lực để đưa ra phương hướng và sự lãnh đạo. Điều này được đề cập trong chương 17 của tác phẩm:
[...] The Multitude [...] united in one Person, is called a COMMON-WEALTH, in latine CIVITAS. This is the Generation of that great LEVIATHAN, or rather [...] of that Mortall God, to which wee owe under the Immortall God, our peace and defence.

(Đại đa số hợp nhất trong một người, được gọi là DÂN SỰ, trong latin là CIVITAS. Đây là sự ra đời của LEVIATHAN hùng mạnh đó, hay đúng hơn là vị thần phàm trần, người mà chúng ta nợ dưới Thiên Chúa bất tử, hòa bình và bảo vệ của chúng ta.)

Chỉ có ba lần đề cập đến "quái thú" trong xuyên suốt tác phẩm, nhưng "quái thú" được định nghĩa khác nhau một cách mập mờ, đôi khi ý nghĩa chỉ định toàn bộ nhà nước, đôi khi chỉ có khối thịnh vượng; một số nhà bình luận đã nhấn mạnh sự mơ hồ cực độ về hình ảnh của Leviathan.

### Nhãn sách

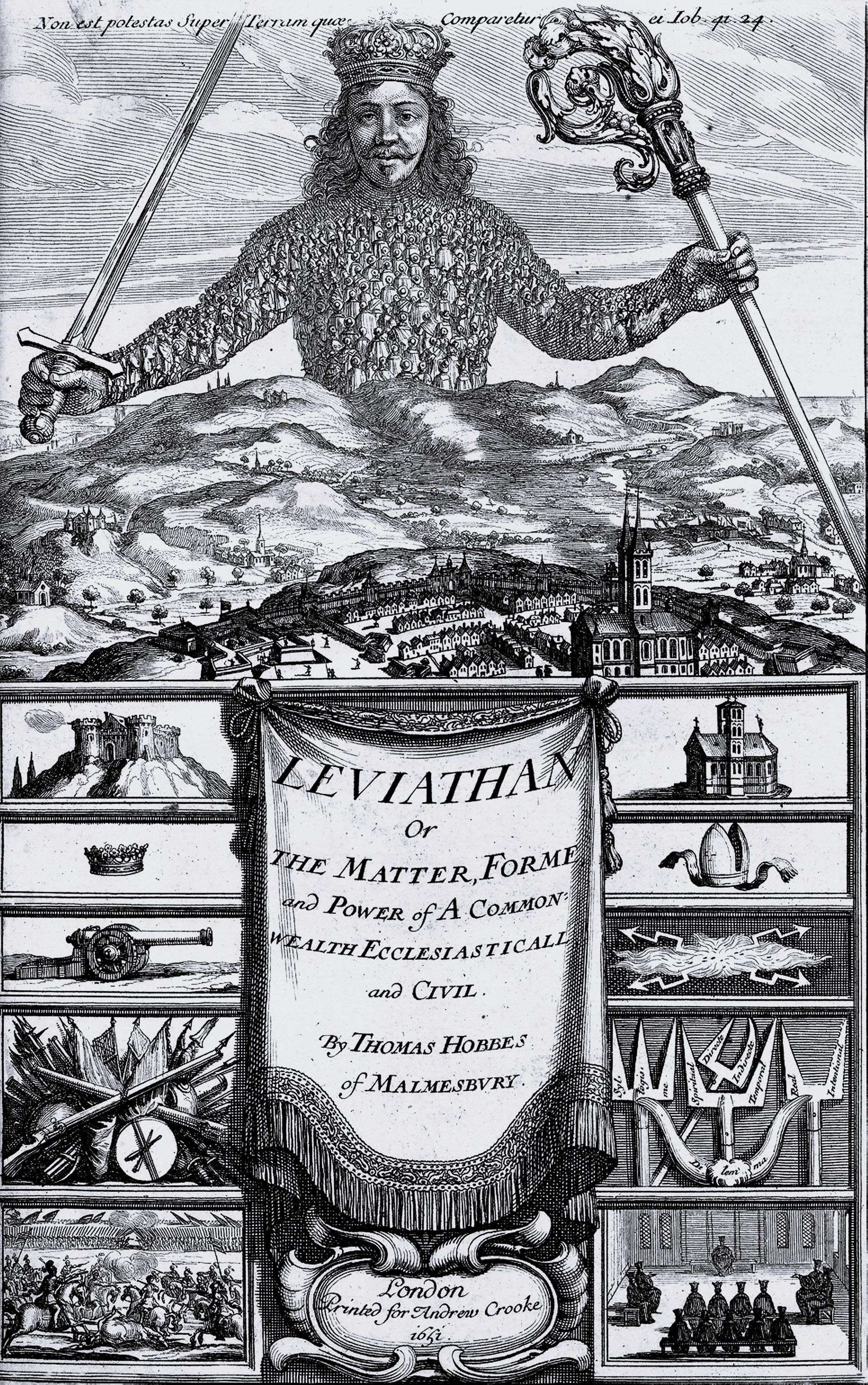
Bản gốc Leviathan năm 1651

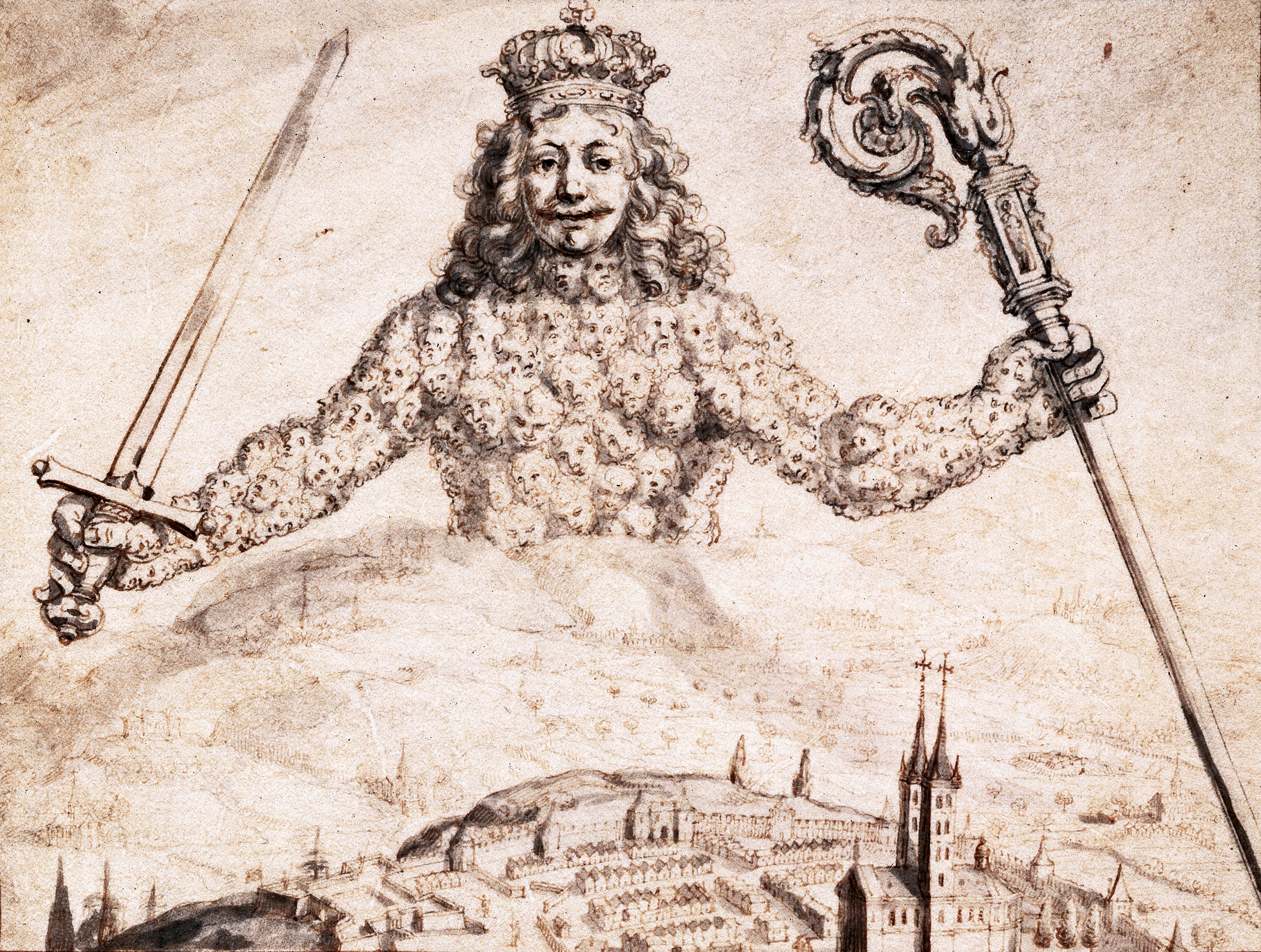
Bảng bản thảo chi tiết "người khổng lồ" do Thomas Hobbes cung cấp tới Vua Charles II (1651)

Tác phẩm Leviathan đề cập đến vấn đề về tính hợp pháp và hình thức của Nhà nước, được thể hiện trên trang bìa của ấn bản đầu tiên năm 1651. Bản khắc bìa đã cung cấp cho Leviathan một hình ảnh nổi bật bền bỉ. Một người khổng lồ đăng quang xuất hiện từ phong cảnh. Thân và cánh tay của người khổng lồ bao gồm hơn 300 người, cho thấy người dân được đại diện bởi một nhà lãnh đạo, người thể hiện sức mạnh của họ từ thỏa thuận tập thể. Con số ngụ ngôn này cũng đã được đề cập hoàn hảo trong tác phẩm De Cive (dưới tựa đề tiếng Anh: Những bất đồng về Triết học liên quan đến Chính phủ và Xã hội) của Hobbes viết bốn năm trước đó:
This submission of the wils of all those men to the will of one man, or one Counsell and this is called UNION. [...] Now union thus made is called a City, or civill society, and also a civill Person; for when there is one will of all men, it is to be esteemed for one Person.

(Việc đệ trình tất cả theo ý muốn của một người đàn ông, hoặc của một hội đồng, được gọi là LIÊN BANG. [...] Do đó, liên bang được tạo ra gọi là Nhà nước, hoặc Xã hội dân sự, và thậm chí là một công dân; vì, như ý chí của tất cả đã trở thành một, đó là sự tôn trọng đối với một Người)

Người khổng lồ cầm trong tay một thanh kiếm, tượng trưng cho sức mạnh trần thế; và cánh tay tả cầm Gậy mục tử, tượng trưng cho sức mạnh tôn giáo. Theo Hobbes cho thấy rằng, cả hai sức mạnh này không thể tách rời.
Bên dưới là một câu trích dẫn từ Sách Gióp—"Non est potestas Super Terram quae Comparetur ei. Iob. 41:24" ("Tại thế thượng, chẳng có vật chi giống như nó; Nó được dựng nên để không sợ gì hết. —Gióp 41:24"); liên kết này là con số của con quái thú trong Kinh thánh. [Do những bất đồng về vị trí chính xác của các Chương và các đoạn khi chúng được phân chia vào Hậu kỳ Trung cổ, đoạn trích dẫn của Hobbes được trình bày trong Bản dịch Cơ đốc hiện đại sang tiếng Anh là Gióp 41:33; trong văn bản Hê-bơ-rơ cổ, Bản dịch Cựu ước tiếng Hy Lạp và Bản dịch của Martin Luther là Gióp 41:25; và trong Bản dịch Latin Vulgate là Gióp 41:24]

## Nội dung
Tác phẩm được chia thành bốn phần, bao gồm 47 chương.
Tóm lược:
- Phần I - Bàn về Loài người: Hobbes trình bày các nguyên tắc triết học và nhân chủng học dẫn đến lý thuyết chính trị của ông. Phần này chứa khuôn khổ triết học cho toàn bộ văn bản, trong khi các phần sách còn lại chỉ đơn giản mở rộng và xây dựng các lập luận được trình bày trong các chương ban đầu. Do đó, Phần I được chú ý nhiều nhất trong các bản tóm tắt chi tiết tiếp theo.
- Phần II - Bàn về Nhà nước: Hobbes nêu chi tiết quá trình xây dựng lên "Leviathan", phác thảo các quyền của chủ quyền và chủ thể, và tư tưởng về các cơ chế lập pháp và dân sự của khối thịnh vượng chung.
- Phần III - Một Nhà nước Kitô giáo: liên quan đến sự tương thích của học thuyết Kitô giáo với triết học của Hobbes và hệ thống tôn giáo của Leviathan.[24]
- Phần IV - Vương quốc Bóng tối: Hobbes mô tả vương quốc bóng tối là "một liên minh những kẻ lừa dối, để có được sự thống trị của con người trong thời đại hiện nay, phấn đấu, với những học thuyết đen tối và sai lầm, để dập tắt ánh sáng của cả thiên nhiên và phúc âm và để làm cho họ không chuẩn bị cho vương quốc của Thiên Chúa sẽ đến". Trong phần thứ tư này, Hobbes tham gia vạch trần niềm tin tôn giáo sai lầm và cho rằng việc thực thi chính trị của nhà nước Leviathan là cần thiết để đạt được một cộng đồng Kitô giáo an toàn.

Hai phần cuối cùng về giáo điều tôn giáo và quyền lực giáo hội ngày nay ít được chú ý hơn bởi vì các nhà lý luận chính trị chủ yếu quan tâm đến các lập luận nhằm hợp thức hóa một nhà nước thế tục hiện đại.

## Luận điểm

### Phương pháp triết học
Thomas Hobbes đã ẩn dụ xã hội dân sự như một cỗ máy khổng lồ (chuyển động vĩnh viễn), và do đó, tiêu đề của tác phẩm Leviathan được thành lập trên Cơ học (Chuyển động của Cơ thể / Vật chất), có thể được suy luận từ các nguyên tắc duy vật. Cũng lập luận rằng trạng thái tự nhiên của con người (nếu không có bất kỳ chính quyền dân sự nào) là trạng thái tranh chiến. Theo Bách khoa toàn thư Công giáo (Catholic Encyclopedia: Obligation) năm 1911 viết:
Theo Hobbes, con người trong trạng thái tự nhiên không tìm kiếm gì ngoài niềm vui ích kỷ của riêng mình, nhưng chủ nghĩa cá nhân như vậy tự nhiên dẫn đến một cuộc chiến tranh mà mọi người đàn ông đều chống lại người lân cận mình. Vì lợi ích cá nhân thuần túy và để tự bảo vệ, những người đàn ông tham gia vào một bản rút gọn mà họ đồng ý giao một phần tự do tự nhiên của họ cho một người cai trị tuyệt đối để bảo vệ phần còn lại. Nhà nước xác định những gì là công bằng và bất công, đúng và sai; và cánh tay mạnh mẽ của pháp luật cung cấp hình phạt cuối cùng cho hành vi đúng.

Triết học của Thomas Hobbes trong tác phẩm Leviathan được mô phỏng theo một bằng chứng siêu hình học, được thiết lập dựa trên các nguyên tắc đầu tiên và các định nghĩa được thiết lập, và trong đó mỗi bước lập luận đưa ra kết luận dựa trên bước trước đó. Hobbes quyết định tạo ra một phương pháp triết học tương tự như bằng chứng hình học sau khi ông gặp Galileo Galilei trong chuyến du hành dài ngày ở châu Âu trong những năm 1630. Quan sát rằng các kết luận thu được từ hình học là không thể chối cãi bởi vì mỗi bước cấu thành là không thể chối cãi, Hobbes đã cố gắng đưa ra một triết lý tương tự không thể chối cãi trong bài viết của ông về Leviathan.

### Thuyết Nhận thức
Tác phẩm Leviathan mở đầu bằng cách thiết lập ra một lý thuyết về nhận thức. Có hai dạng nhận thức là: 
- kiến thức về một thực tế được nắm bắt bởi các giác quan hoặc trí nhớ; cái khác là kiến thức về hậu quả của sự khẳng định này với cái khác, đây là đặc trưng của khoa học. Sau này được chia thành hai lĩnh vực chính: 
  - (1) nghiên cứu về hậu quả của các vụ tai nạn liên quan đến cơ thể tự nhiên (triết lý tự nhiên);
  - (2) nghiên cứu về hậu quả của tai nạn đối với các cơ quan chính trị (triết học công dân)

Thomas Hobbes là một người theo Chủ nghĩa duy nghiệm, nghĩa là tất cả nhận thức đều xuất phát từ cảm giác. Theo ông, "tâm trí con người không quan niệm bất cứ thứ gì không phải là đầu tiên, toàn bộ hoặc một phần, được tạo ra bởi các cơ quan cảm giác". Nói cách khác, "ý nghĩ ban đầu là cảm giác của cơ thể". Do đó, không thể có suy nghĩ độc lập với cơ thể và não; trong trường hợp này là dạng vật chất sâu sắc.

### Nhân chủng học Hobbes

#### Con người và bạo lực

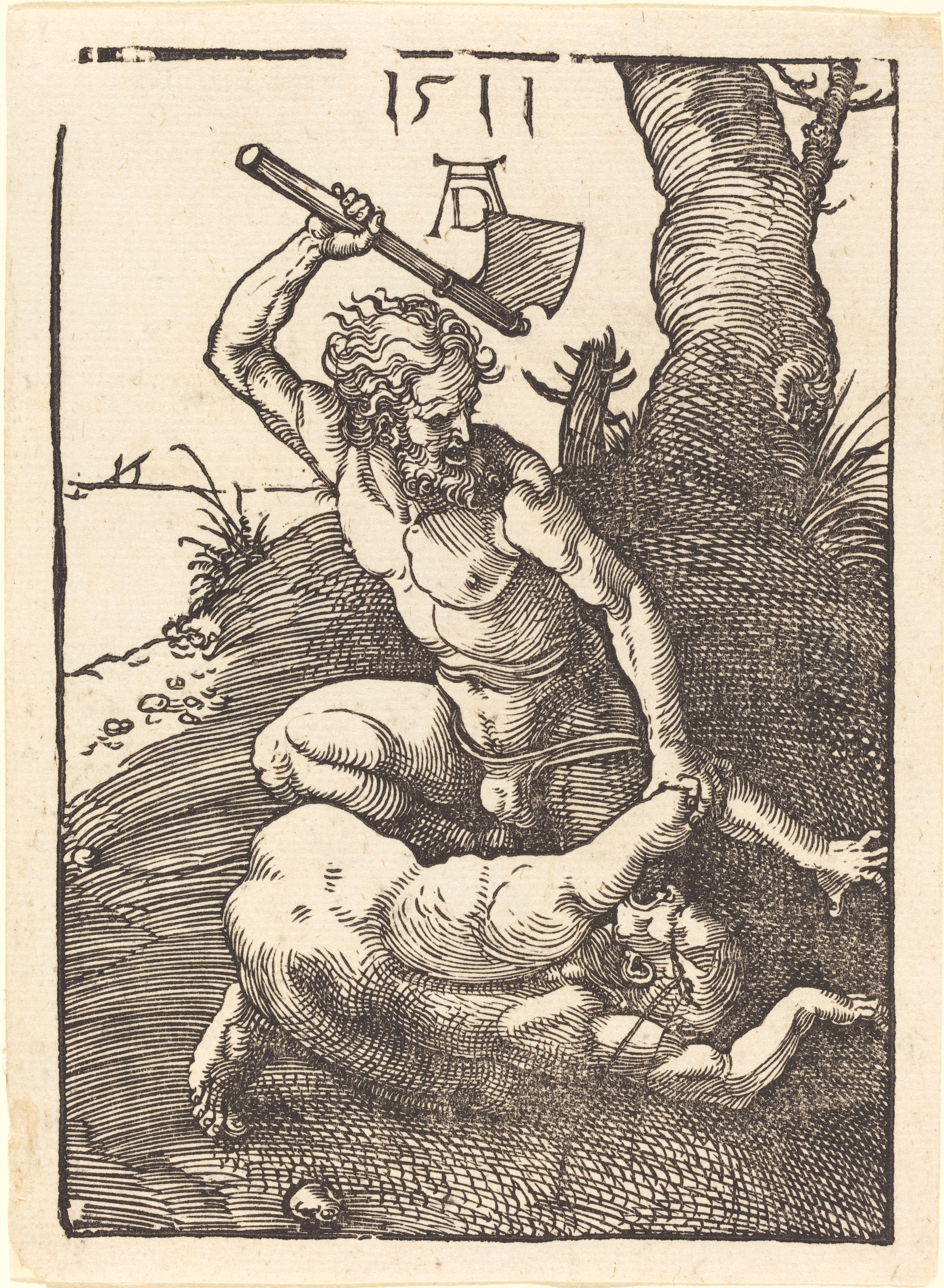
Ca-in giết A-bên, tranh vẽ bởi Dürer (1511). Đối với Hobbes, trạng thái tự nhiên là cuộc chiến sinh tồn lẫn nhau.

Đánh dấu sâu sắc bởi cuộc Nội chiến Anh lần thứ nhất (1641-1649) và bạo lực trong cuộc nội chiến, Hobbes phát triển ý tưởng trong phần đầu tiên (Về Con người); theo đó đàn ông trong "trạng thái tự nhiên" tìm kiếm chỉ để đảm bảo sự tồn tại của riêng họ, bằng tất cả các phương tiện cần thiết, dựa trên lý thuyết về Conatus bởi Baruch Spinoza.
Trạng thái tự nhiên là "tự nhiên" theo một nghĩa duy nhất. Đối với Hobbes, thẩm quyền chính trị là không có thật trong điều kiện "tự nhiên", con người thiếu chính quyền, đó là quyền lực do con người tạo ra. Ông tuyên bố rằng thẩm quyền duy nhất tồn tại tự nhiên giữa loài người là của một người mẹ so với đứa con của mình.  Con người chỉ tuân theo những gì Hobbes đã nêu là quyền tự nhiên của con người: trên thực tế là mọi người đều có toàn quyền tự do sử dụng sức mạnh của bản thân bằng mọi cách để bảo vệ chính họ và cuộc sống.
Ông cũng lập luận trong trạng thái tự nhiên, không có gì có thể được coi là công bằng hay bất công, và mang lại cho cá nhân sự tự do tuyệt đối, để làm bất cứ điều gì mà sức mạnh của con người cho phép anh ta làm: "Mọi người đều có quyền đối với tất cả mọi thứ". Hobbes tiến hành bằng cách xác định các thuật ngữ rõ ràng và không có tình cảm. Thiện và ác không gì khác hơn là các thuật ngữ được sử dụng để biểu thị sự thèm ăn và ham muốn của một cá nhân, trong khi những khao khát và ham muốn này không gì khác hơn là xu hướng di chuyển tới hoặc loại ra một đối tượng. Kết quả là, theo Hobbes, một xã hội như vậy đang ở trong tình trạng hỗn loạn và nội chiến.
Từ trạng thái tự nhiên của Hobbes, nhưng ở một góc độ khác nhau, các nhà tư tưởng lớn của thế kỷ 17 và 18; như John Locke và Jean-Jacques Rousseau, đó là một trạng thái hư cấu không thể có trong lịch sử, mà bản thân Hobbes theo mô tả không có giá trị lịch sử lớn, nhưng chúng cho phép ông thiết lập định đề dựa trên lý thuyết của mình. Hobbes cho rằng các bộ tộc hoang dã của Châu Mỹ tồn tại không có chính phủ và tình trạng của họ gần với trạng thái tự nhiên này.
Mọi tư tưởng về công lý, chuẩn mực và đức hạnh sẽ chỉ xuất hiện với luật pháp: do đó không có công lý trong trạng thái tự nhiên (trái ngược với những gì John Locke thiết lập trong tác phẩm Hai khảo luận về Chính quyền), hoặc về lòng tốt [trái với những gì Rousseau sẽ tranh luận trong Bài phát biểu về Nguồn gốc và Nền tảng của sự Bất bình đẳng giữa Con người (tiếng Pháp: Discours sur l'origine et les fondements de l'inégalité parmi les hommes)].
Nhưng đây sẽ là một mâu thuẫn để duy trì, đối với Hobbes, người đàn ông sẽ độc ác một cách tự nhiên: sự xấu xa được cho là của anh ta trong thực tế chỉ có một "tình cảm của linh hồn" xuất phát từ "bản chất của động vật". Hoặc hiểu theo như một đứa trẻ tức giận khi chúng không có thứ chúng muốn. Ngay cả khi hai người đàn ông không xảy ra bạo lực, không có gì đảm bảo rằng người kia sẽ không cố giết người còn lại vì tài sản của anh ta hoặc cảm giác bực bội chỉ vì danh dự, và vì vậy họ phải liên tục cảnh giác với nhau. Thậm chí nó là lý do ưu tiên để tấn công người lân cận. Nhà thi hào người Scotland Robert Burns cũng mô tả trong tác phẩm thơ của ông vào năm 1808:
Con người tự nhiên là một loài động vật tốt bụng, nhân từ, nhưng anh ta bị rơi vào một tình huống túng quẫn như vậy ở đây trong thế giới đầy phiền toái này, và có một con điếm, đói khát, gầm gừ, nhân lên nhiều nhu cầu. Sự thèm ăn, Khát vọng và Mong muốn về anh ta, sẵn sàng nuốt chửng anh ta, vì muốn thức ăn khác; rằng trên thực tế, anh ta phải dành sự quan tâm của mình cho người khác rằng anh ta có thể trông đúng hơn với chính mình.

Tóm lại, việc không một sức mạnh có khả năng lấp đầy sự sợ hãi dẫn đến "cuộc đấu tranh của con người chống lại nhau". Vì sự tự do này nhất thiết phải kết thúc mâu thuẫn với người khác, luật tự nhiên không thể tìm thấy bất kỳ trật tự hay bất kỳ công lý pháp lý nào, bởi vì nó "bỏ qua tất cả các điểm tham chiếu, mọi giới hạn". Do đó, luật pháp phải được thiết lập để phân định miền của những gì được phép và những gì không được phép, dựa trên lý do đây là "luật tự nhiên".

#### Quy luật tự nhiên
Tác phẩm Leviathan đề cập con người là sinh vật có khả năng vượt trội hơn mọi loài trong môi trường tự nhiên; anh ta cần một xã hội và luật pháp vì lợi ích riêng. Thực tế này là giới luật của hành vi tốt, Hobbes cố gắng xây dựng một quy luật tự nhiên thuộc loại khoa học có thể được chấp nhận phổ quát.
'Quy luật tự nhiên' đối với Hobbes là đảm bảo quyền sống cho con người. Quy luật tự nhiên là một dòng chảy tạo ra tất cả những luật quy luật tiếp theo bởi suy luận logic (luận lý học). 'Quy luật tự nhiên' thứ nhất ngụ ý rằng cá nhân tìm kiếm hòa bình để bảo vệ chính mình và đến cuối cùng, anh ta ký kết hợp đồng với người khác bằng cách từ bỏ quyền tự nhiên của mình, đó là 'quy luật tự nhiên' thứ hai.
Từ hai quy luật đầu tiên ấy, Hobbes tổng kết thêm mười lăm 'quy luật tự nhiên' khác bao gồm:
- (3) luật công lý: Mỗi người đều thực thi các nghĩa vụ theo thoả ước.
- (4) luật hàm ơn: Với một người họ nhận lợi ích, từ lòng hảo tâm hay sự biết ơn của người khác, không có lý do gì khiến anh ta phải ân hận về thiện ý của mình.
- (5) luật thích nghi: Mỗi người đấu tranh để tự thích ứng với cộng đồng.
- (6) luật vị tha: Sau khi cảnh cáo, "cá nhân nên tha thứ cho những kẻ xúc phạm đã biết hối lỗi và mong được dung thứ".
- (7) luật báo thù: Về vấn đề báo thù hay lấy oán trả oán, người ta không nên xem nặng tội lỗi quá khứ, hãy nghĩ đến những điều tốt đẹp ở tương lai.
- (8) luật khinh miệt: Không ai được phép tuyên bố sự ghét bỏ hay phỉ báng người khác thông qua hành động, lời nói, dáng vẻ hoặc ra dấu hiệu.
- (9) luật tự tôn: công nhận sự bình đẳng với người khác, loại trừ sự phù phiếm và tự mãn.
- (10) luật ngã mạn và khiêm tốn: Hội nhập vào "điều kiện chung sống hoà bình, không ai được phép giành riêng bất kỳ quyền lợi nào mà cá nhân không sẵn lòng chia sẻ cho cả cộng đồng".
- (11) luật khế ước: Cá nhân sẵn sàng, khi những người khác cũng thế, đặt mục đích hoà bình và tự bảo vệ bản thân nên trên hết; cá nhân bằng lòng với quyền tự do trong khuôn khổ mà anh ta có thể chấp nhận dành cho người khác trong tình huống tương tự
- (12) hệ luật của công bằng: Quyền chiếm hữu đều quyết định bằng cách rút thăm, hoặc xác định tình trạng sở hữu đầu tiên.
- (13) luật công bằng: Đối với những gì không phân chia được; "nếu có thể, hãy cùng thụ hưởng chung; và nếu như có thể phân chia được về mặt số lượng, hãy chia đều cho số người được quyền thụ hưởng".
- (14) luật quy chế an toàn: Mọi sứ giả hoà bình đều được hưởng quy chế bảo đảm an toàn từ các hành vi cản trở hoặc đe dọa.
- (15) luật phân xử: Những cá nhân dính líu đến sự kiện tranh chấp đều phải đặt mình dưới quyền phán xử của một vị trọng tài.[38]
- (16) luật lạm dụng thẩm quyền: Làm sai lệch tiến trình công lý cho một hành vi phạm tội được thực hiện phục vụ cho một bên.
- (17) luật đối xử: hãy đối xử với những người khác như chúng ta mong muốn người khác đối xử với mình.

Trong quy luật tự nhiên, con người về cơ bản là bình đẳng, cả về thể chất và về kỹ năng trí tuệ, bởi vì những điều này có được thông qua sự giáo dục. Do đó, bình đẳng là quy luật thứ chín trong tự nhiên.
Triết lý của Hobbes bao gồm một cuộc tấn công trực diện vào các nguyên tắc sáng lập của truyền thống pháp lý tự nhiên trước đó, coi thường mối liên hệ giữa đức hạnh truyền thống với hạnh phúc, và tương tự định nghĩa lại "luật" để loại bỏ bất kỳ khái niệm nào trước đó về việc thúc đẩy hành vi tốt.
Hobbes cũng không sử dụng mối liên hệ tự nhiên của Aristotle cho sự hoàn hảo của con người, đảo ngược cách sử dụng từ "tự nhiên" của Aristotle. Ông dựa trên luận điểm của mình về các quan sát nhân học và tâm lý, mà không có bất kỳ động lực nào lôi cuốn Giáo hội như thể John Locke sẽ làm về chủ đề này. Hobbes cũng giải thích rằng sự bất bình đẳng hiện tại là kết quả của luật dân sự.
Con người bị điều khiển bởi ham muốn, là nền tảng của trí tưởng tượng, và với nỗi sợ hãi, là nền tảng của mọi đam mê; luôn là tự nguyện, mà theo Hobbes "Tất cả nhân loại [đang ở] một khao khát quyền lực vĩnh viễn và không ngừng nghỉ... mà [dừng lại] chỉ trong cái chết." Bản thân điều này không thể phân biệt được trong chuyển động vĩnh cửu. Ham muốn của con người, trong triết lý cơ học của Hobbes được đặc trưng bởi sự bất mãn vĩnh viễn. Và mong muốn cơ bản là khao khát quyền lực, giàu có, trí thức và danh dự.
Theo Hobbes, kết quả là mọi người chọn tham gia một khế ước xã hội, từ bỏ một số quyền tự do của họ để chung sống hòa bình. Thí nghiệm suy nghĩ này là một thử nghiệm để hợp pháp hóa (tính hợp pháp trong chính trị) một nhà nước trong việc hoàn thành vai trò là "lãnh đạo" để đảm bảo trật tự xã hội và để so sánh các loại nhà nước khác nhau trên cơ sở đó. Hobbes phát triển luận điểm theo Chủ nghĩa khế ước và các quy tắc đến từ một chủ quyền.
Hobbes cũng phân biệt giữa chiến tranh và trận chiến: chiến tranh không chỉ bao gồm trận chiến thực sự; nó chỉ ra tình huống mà người ta biết có 'Ý chí chiến đấu'.

## Tiếp nhận và phê bình

### Cơ sở lý luận của Bacon

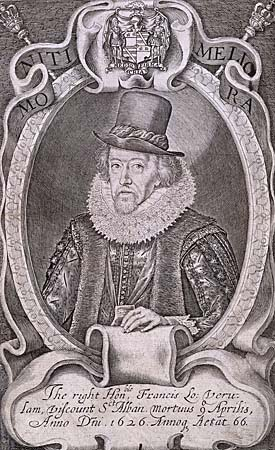
Nhà triết học Francis Bacon.

Hobbes không phải là nhà triết học vĩ đại duy nhất bước ra từ Thời đại Elizabeth; Ngài Francis Bacon là một triết gia tự nhiên hàng đầu khác trong thời kỳ này.
Đầu thế kỷ 17, chính khách Francis Bacon, người mà Hobbes từng làm thư ký khi còn trẻ, cũng đã đề xuất một cuộc cải cách triết học, một cuộc cải cách mà ông gọi là "Sự vĩ đại". Là người hệ thống hóa triết học Bacon, Hobbes cố gắng giảm bớt tính cực đoan ở phương pháp luận kinh nghiệm và quy nạp do Bacon khởi xướng. Chương trình của Bacon là một triết lý quy nạp dựa trên sự quan sát các sự kiện tự nhiên (lý luận "quy nạp" xuất phát từ các nguyên tắc chung từ các trường hợp hoặc sự kiện cụ thể); sự thao túng thử nghiệm bản chất của sơ đồ của Bacon có ảnh hưởng rất lớn đến sự phát triển của giai đoạn lịch sử thường được gọi là Cuộc cách mạng khoa học và cũng là nền tảng của Hiệp hội Hoàng gia Anh.
Giống như Hobbes, hệ thống của Bacon đã bác bỏ kiến thức triết học truyền thống là không đáng tin cậy, thay vào đó, coi thiên nhiên là cơ sở chắc chắn duy nhất cho tất cả các yêu sách cho sự thật. Ngược lại Hobbes chú trọng đặc biệt đến các nguyên lý duy lý, toán học của tư duy. Hobbes chỉ đồng ý với Bacon trong thái độ đối với Tam đoạn luận của Aristotle, là thứ thuyết vô giá trị trong việc xét đoán tính chân thực của tri thức. Do đó, Hobbes đã từ chối hệ thống lý luận của Bacon và tranh cãi kịch liệt chống lại nó. Triết lý khoa học suy diễn của Hobbes không phải là thử nghiệm.
Trong lý luận "suy diễn", một kết luận nhất thiết phải có từ các cơ sở đã nêu, thay vì được suy luận từ các trường hợp của các cơ sở này, nhưng Hobbes cho rằng nó cung cấp sự hiểu biết tốt hơn về vũ trụ và xã hội hơn cả triết học truyền thống và khoa học thực nghiệm.

### Cơ sở lý luận của Rousseau

#### Ưu điểm: Con người tự nhiên là tốt nhưng bị xã hội tha hóa

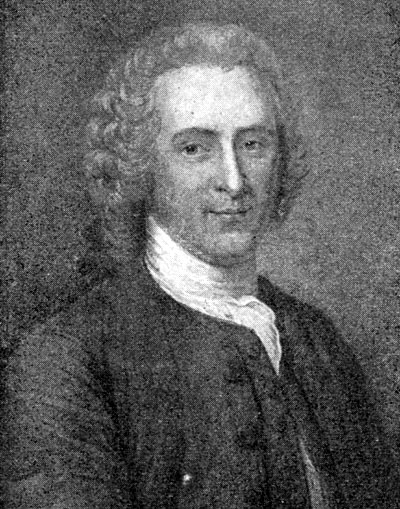
Jean-Jacques Rousseau (1712-1778)

Jean-Jacques Rousseau lần lượt đưa ra quan điểm bác bỏ về chân dung loài người của Hobbes trong trạng thái tự nhiên, Ông tin rằng con người sinh ra đã tốt và vốn dĩ đã tốt trong tự nhiên.
Khi xã hội áp đặt lên các cá nhân, ông tin rằng nó làm hỏng giá trị của họ. Rousseau tuyên bố rằng con người được sinh ra tự do, và có thể định hình cuộc sống và tính cách của họ khi họ lựa chọn, nhưng xã hội hạn chế các cá nhân và làm cho con người trở nên xấu xa. Xã hội là lực lượng tham nhũng biến 'con người tự nhiên' thành sinh vật tự ám ảnh được minh họa bởi Hobbes. Rousseau đề cập đến trạng thái của con người trong tác phẩm Khế ước xã hội của Rousseau (tiếng Pháp: Du contrat social; ou Principes du droit politique) vào năm 1762:
Con người được sinh ra tự do, nhưng ở khắp mọi nơi quanh anh ta là xiềng xích.

Ở cấp độ phát triển này, Rousseau tin rằng tự yêu thương và lòng trắc ẩn là tình cảm duy nhất còn lại trong bản chất của con người yếu đuối; rằng con người đơn độc và không có ham muốn quyền lực vì sẽ không có ai có quyền lực. Do đó, quan điểm về bản chất con người của Rousseau rất tích cực so với Hobbes và bất kỳ khía cạnh tiêu cực nào của bản chất con người là kết quả của sự tương tác với xã hội.

#### Nhược điểm: Học thuyết của Rousseau
Jean-Jacques Rousseau khẳng định rằng trong suốt quá trình lịch sử loài người, sự phát triển đã 'cải thiện sự hiểu biết của con người, đồng thời làm suy yếu loài này và khiến con người trở nên xấu xa bằng cách khiến anh ta hòa nhập' là không có cơ sở, vì nó không tính đến các khía cạnh tích cực của đồng hoạt động trong một xã hội.
Những khía cạnh này được xác định bởi Hobbes, ông chỉ ra việc thiếu vắng công nghiệp, nông nghiệp, điều hướng, xây dựng, kiến thức và nghệ thuật trong 'Trạng thái tự nhiên' bởi vì không ai có thể tin tưởng ai khác. Luận điểm này của Hobbes hợp lý hơn nhiều so với lý thuyết của Rousseau, rằng xã hội có ảnh hưởng xấu bằng cách áp đặt các quan niệm về đức hạnh và ngược lại vào tâm trí con người, cuối cùng làm hỏng tất cả và làm nô lệ cho chúng trong xã hội.
Rousseau đã bị buộc tội về 'nhân chủng học ghế bành', vì có rất ít bằng chứng ủng hộ 'Trạng thái tự nhiên' của ông, và thậm chí nghi ngờ về lý do mà ông đi đến một kết luận hòa bình.
Nếu 'người đàn ông tự nhiên' của Rousseau được so sánh với một con vật, bởi vì 'sinh vật' không thể hiện ngôn ngữ, hiểu về 'chính mình' hay niềm tin, thì người ta sẽ hy vọng rằng sinh vật sẽ chung sống hòa bình vì chúng không phải chịu 'tham nhũng' hay 'thuộc về xã hội'. Tuy nhiên, bằng chứng sẽ cho thấy điều ngược lại là đúng, và trong các loài 'Trạng thái tự nhiên' là lãnh thổ và rất hung dữ với đồng loại, một tình huống giống với lý thuyết của Hobbes hơn nhiều so với Rousseau. Do đó, thật vô cùng thiếu quan sát khi hy vọng rằng 'con người tự nhiên' sẽ sống hòa bình với nhau, và nhiều khả năng họ sẽ quan tâm đến việc tự bảo tồn và lợi dụng người khác để mang lại lợi ích cho mình.

### Sự phản bác của Cumberland về Hobbes

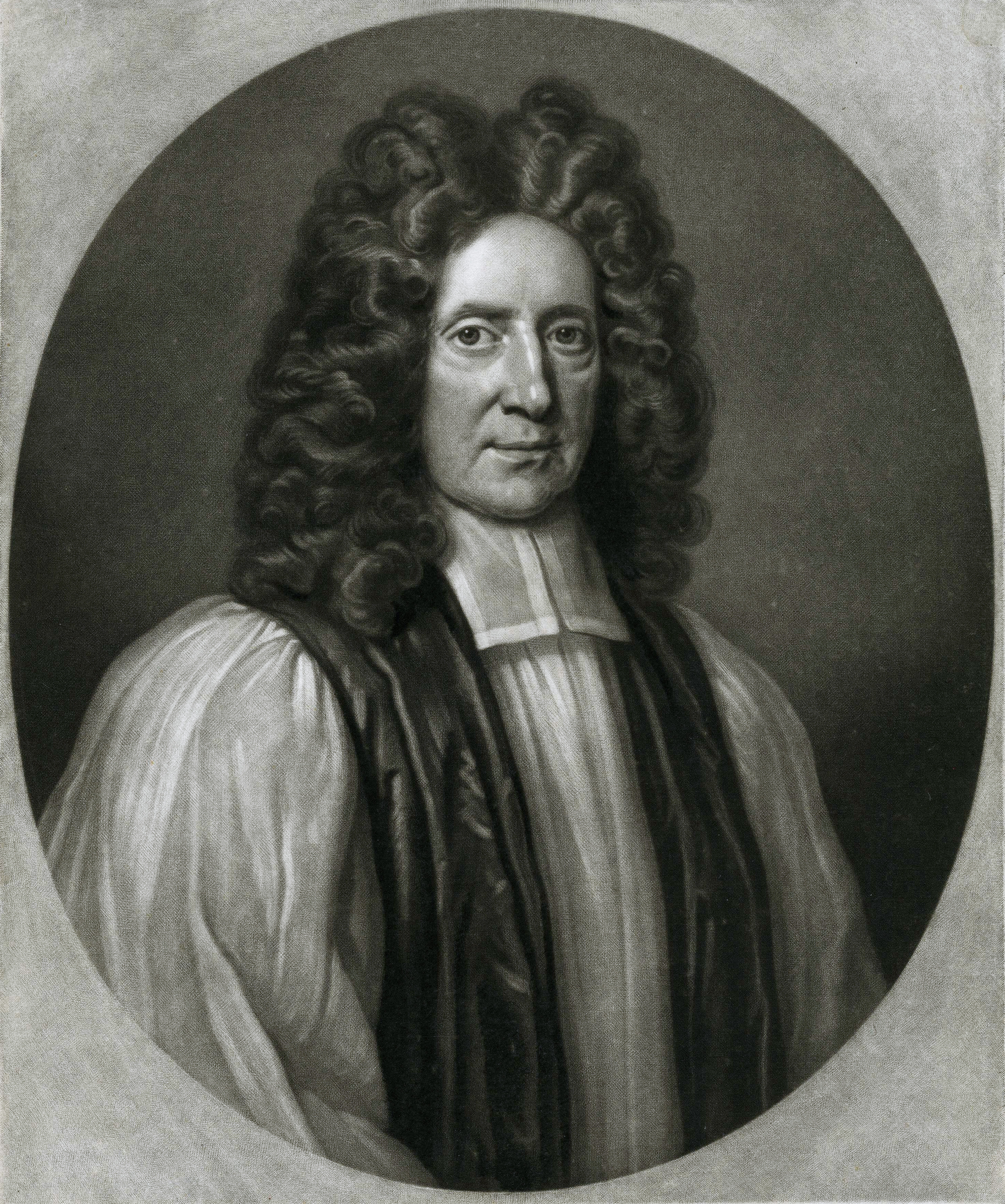
Richard Cumberland (1631-1718)

Giáo sĩ người Anh Richard Cumberland đã viết một cuộc tấn công dài và có ảnh hưởng đến việc miêu tả lợi ích cá nhân của Hobbes (về trạng thái tự nhiên) là đặc điểm thiết yếu của động lực của con người. Nhà sử học Jon Parkin quan sát rằng phần lớn tài liệu của Cumberland "có nguồn gốc từ Chủ nghĩa khắc kỷ của La Mã (một trong những công trình quan trọng nhất của Cumberland về lý thuyết đạo đức và chính trị của thế kỷ 17).
Richard Cumberland cố tình đưa sự tham gia của ông với Hobbes vào khuôn khổ cuộc tranh luận của Cicero giữa chủ nghĩa khắc kỷ này, và Cumberland tin rằng thiên nhiên có thể cung cấp một Đạo đức khách quan và của Thuyết Epicurean, để lập luận rằng đạo đức con người là thông thường và tư lợi. Khi làm như vậy, Cumberland đã nhấn mạnh đến sự bao trùm của giáo điều Kitô giáo (đặc biệt là học thuyết về "Tội tổ tông" và tương ứng giả định rằng con người không có khả năng "hoàn thiện" bản thân mà không có sự can thiệp của thượng đế) đã được bồi đắp theo luật tự nhiên trong thời trung cổ.
Cumberland lập luận rằng sự phát triển trưởng thành ("sự hoàn hảo") của bản chất con người liên quan đến cá nhân con người sẵn sàng và hành động vì lợi ích chung. Đối với Cumberland, sự phụ thuộc lẫn nhau của con người ngăn cản quyền tự nhiên của mỗi cá nhân Hobbes tiến hành chiến tranh chống lại tất cả những người còn lại để sinh tồn. Cumberland kết luận rằng những hành động "chủ yếu có lợi cho Hạnh phúc của chúng ta" là những hành động thúc đẩy "Danh dự và Vinh quang của Thiên Chúa" và cũng là "Từ thiện và Công lý đối với con người".

## Phiên bản thứ hai: Tiếng Latin (1668)
Tác phẩm đối mặt với việc từ bỏ một dự án dịch thuật sang tiếng Pháp của các tác giả như François Peleau, François Du Verdus, và François Du Prat. Nhà học giả tiếp theo là Henri Stubbe, người đã ủng hộ Hobbes trong cuộc tranh chấp với nhà toán học John Wallis, bắt đầu dịch thuật Leviathan sang tiếng Latinh, nhưng tác phẩm không được tiến triển.
Sau đó, Hobbes quyết định tự thực hiện bản dịch do bị nghi ngờ tính vô thần trong tác phẩm, và phải nhờ đến sự giúp đỡ từ môn đệ của ông chép lại vì sự khổ sở với đôi bàn tay run rẩy, khi đó Hobbes đã 80 tuổi. Năm 1668, phiên bản đầu tiên bằng tiếng Latinh của Leviathan phát hành bởi nhà xuất bản người Hà lan Dr. Joan Blaeu (1599-1673) tại Amsterdam.
So với phiên bản gốc được phát hành 17 năm trước đó, thì phiên bản tiếng Latinh không cấu thành một bản dịch trung thành. Sau những chỉ trích nhắm tới Hobbes về chủ nghĩa vô thần, Hobbes tìm cách tự bảo vệ mình bằng công việc mới này trước bất kỳ lời buộc tội dị giáo nào khác, bằng cách ông đưa ra một lý do giáo lý từ chối quyền lực chính trị phụ thuộc sức mạnh giáo hội.
Ngoài mục lục 47 chương của phiên bản tiếng Anh, Hobbes còn bổ sung thêm một số phụ lục Leviathan chiếm ba chương và phiên bản tiếng Latinh, lượt bỏ phần Đánh giá và Kết luận của văn bản gốc. Phiên bản Leviathan tiếng Latinh có tính độc đáo và nổi bật chiều hướng kích thần học chính trị của học thuyết trong tác phẩm.
Trong hơn một thế kỷ, Leviathan được biết đến ở các nước châu Âu thông qua tiếng Latinh. Bản dịch nghĩa tiếng Hà Lan phát hành vào năm 1667 và được dịch sang tiếng Đức vào năm 1794; mãi đến năm 1921, bản dịch bằng tiếng Pháp của Leviathan mới xuất hiện, và chỉ giới hạn bản dịch trong chương đầu tiên.

## Kiểm duyệt
Ngay khi xuất bản ở Luân Đôn, "Leviathan" đã gây ra nhiều tranh cãi khiến Thomas Hobbes bị gọi là "con thú" của Malmesbury. Năm 1666, Nghị viện yêu cầu điều tra xu hướng vô thần của tác phẩm "Leviathan"; Hobbes lo sợ bị coi là một kẻ dị giáo, do đó ông đã đốt rất nhiều tài liệu của mình. Vua Charles Đệ nhị đích thân can thiệp, nhưng điều kiện dường như Hobbes không công bố gì thêm về các chủ đề chính trị công khai.
Năm 1683, những cuốn sách của Hobbes bị kiểm duyệt và đốt sách công khai tại Đại học Oxford (nơi Thomas Hobbes đã tốt nghiệp Đại học Magdalen vào năm 1608), và kết quả là sự nhầm lẫn thậm chí Hobbes còn bị đổ lỗi tại Nghị viện vì đã bắt đầu Đại hỏa hoạn Luân Đôn năm 1666. Bầu không khí hỗn loạn của nước Anh sau hậu quả của Nội chiến đảm bảo rằng những đề xuất táo bạo của Hobbes đã gặp phải một phản ứng sóng gió.
Leviathan vẫn được công nhận là một trong những kiệt tác vĩ đại nhất của lịch sử ý tưởng. Được viết trong một khoảnh khắc trong lịch sử nước Anh khi cấu trúc chính trị, cấu trúc xã hội và phương pháp khoa học hoàn toàn thay đổi và mở ra để thao túng, Leviathan đóng một vai trò thiết yếu trong sự phát triển của thế giới hiện đại.

## Văn hoá đương đại
Như các nhà phê bình khác đã tuyên bố rằng tác phẩm Leviathan hơi khó đọc vì nó được sáng tác và vẫn còn trong lối văn xuôi tiếng Anh cổ. Cú pháp và tổ chức có thể khác với những gì người đọc có thể được sử dụng. Leviathan vẫn được coi là một tác phẩm vĩ đại không chỉ vì tầm quan trọng của nó trong lĩnh vực triết học và lý thuyết chính trị, mà còn vì giá trị văn học của tác phẩm.
Vào năm 2017, Leviathan đã được xếp hạng trong danh sách một trăm cuốn sách phi hư cấu tiếng Anh hay nhất mọi thời đại.
Do cơ sở Kinh thánh được biết đến rộng rãi, thuật ngữ "Leviathan" cũng được tìm thấy trong nhiều sáng tạo đương đại (phần lớn không liên quan đến công việc của Hobbes) và tập trung vào quái vật biển.
Trong bộ phim Leviathan (phim 2014) của đạo diễn Nga Andrei Zvyagintsev có những đề cập đến thực tế đến Leviathan. Trong phim, người dân thường bị những kẻ quyền chức tước đoạt hết thảy. Bộ phim truyện sau đó được nồng nhiệt chào đón tại Liên hoan phim Cannes cùng năm.

## Các thuật ngữ quan trọng
Bên dưới đây là danh sách các cụm từ chính đề cập đến tác phẩm:
- Phúc lợi công dân (commonwealth): Số đông người cùng nhau đồng ý với một cơ quan có chủ quyền, được thành lập dựa trên hợp đồng để thi hành quyền lực tuyệt đối với tất cả mọi người, với mục đích hỗ trợ hòa bình và phòng thủ chung.
- Khế ước (contract): Còn được gọi là "giao ước" hay "hợp đồng xã hội", khế ước là hành động từ bỏ một số quyền tự nhiên nhất định và chuyển giao quyền lực cho người khác, với điều kiện mọi người khác tham gia thực hiện khế ước cũng đồng thời từ bỏ quyền của họ.
- Nguyên tắc đầu tiên (first principle): Các sự kiện cơ bản và không thể sửa chữa được của tự nhiên được thiết lập theo định nghĩa triết học và dựa vào đó các lập luận triết học có thể được xây dựng. Theo Hobbes, các nguyên tắc đầu tiên không được phát hiện bằng quan sát hoặc thử nghiệm mà được quyết định bởi các cuộc tranh luận triết học và sự đồng ý của xã hội.
- Quy luật tự nhiên (law of nature): Một quy tắc chung được phát hiện bởi lý do cấm một người làm bất cứ điều gì phá hoại cuộc sống của chính mình và cho người đó quyền tự sinh tồn. Quy luật tự nhiên quy định rằng con người phải cố gắng vì hòa bình, điều này đạt được tốt nhất bằng khế ước.
- Leviathan: Một phép ẩn dụ cho thể chế nhà nước, Leviathan được mô tả là một người nhân tạo với cơ thể được tạo thành từ tất cả các phần của công dân, họ là thành viên nghĩa đen của cơ thể của Leviathan. Người đứng đầu của Leviathan là chủ quyền. Leviathan được xây dựng thông qua khế ước bởi những con người ở trạng thái tự nhiên để thoát khỏi sự khủng khiếp của điều kiện tự nhiên này. Sức mạnh của Leviathan bảo vệ họ khỏi sự lạm dụng của nhau.
- Chủ nghĩa duy vật: Triết lý của chủ nghĩa duy vật nói rằng vật chất và chuyển động của nó giải thích tất cả các hiện tượng trong vũ trụ và xây dựng thực tại duy nhất mà con người có thể kinh nghiệm.
- Con người tự nhiên (natural man): Một cư dân của trạng thái tự nhiên. Đàn ông tự nhiên là nhân vật chính của câu chuyện trong tác phẩm của Hobbes, những người thoát khỏi tình trạng tự nhiên của họ bằng cách ký kết khế ước với nhau để thành lập "Leviathan". Mặc dù "con người" (Man) do Hobbes đề cập đại diện là đàn ông, thuật ngữ này cũng bao gồm phụ nữ. (mặc dù ý nghĩa giới tính của thuật ngữ không nên bị bỏ qua hoàn toàn)
- Triết học tự nhiên (natural philosophy): Triết học tự nhiên là nghiên cứu về tự nhiên và vũ trụ vật lý, và là nỗ lực trí tuệ cuối cùng đã dẫn đến sự phát triển lịch sử của khoa học hiện đại. Các nhà triết học tự nhiên như Francis Bacon và Robert Boyle tin rằng triết học tự nhiên nên xuất phát từ sự vận hành của tự nhiên trong lịch sử. Thomas Hobbes lập luận rằng triết học tự nhiên nên rút ra các hoạt động của tự nhiên từ nguyên tắc đầu tiên được thiết lập.
- Hội nghị toàn thể (plenum): Hobbes đã sử dụng thuật ngữ "Hội nghị toàn thể" để chỉ quan niệm của ông về vũ trụ; theo quan niệm này, vũ trụ là vật chất hoàn toàn trong tự nhiên, làm cho điều kiện có thể có của chân không trong không gian. Giả định rằng vũ trụ là một hội nghị toàn thể là một khía cạnh quan trọng của chủ nghĩa duy vật với Hobbes.
- Quyền lãnh đạo (sovereign): Người, hoặc nhóm người, được trao tặng chủ quyền bởi hợp đồng xã hội. Chủ quyền là người đứng đầu của Leviathan, người tạo ra luật pháp, thẩm phán của các nguyên tắc đầu tiên, nền tảng của tất cả các kiến thức và người bảo vệ hòa bình dân sự.
- Trạng thái tự nhiên (state of nature): "Điều kiện tự nhiên của loài người" là những gì sẽ tồn tại nếu không có chính phủ, không có nền văn minh, không có luật pháp và không có sức mạnh chung để kiềm chế bản chất con người. Trạng thái tự nhiên là một "cuộc chiến của tất cả chống lại tất cả", trong đó con người không ngừng tìm cách hủy diệt lẫn nhau trong một cuộc truy tìm quyền lực không ngừng. Cuộc sống trong trạng thái tự nhiên là "khó chịu, tàn bạo và ngắn ngủi".[70]

### Các phiên bản

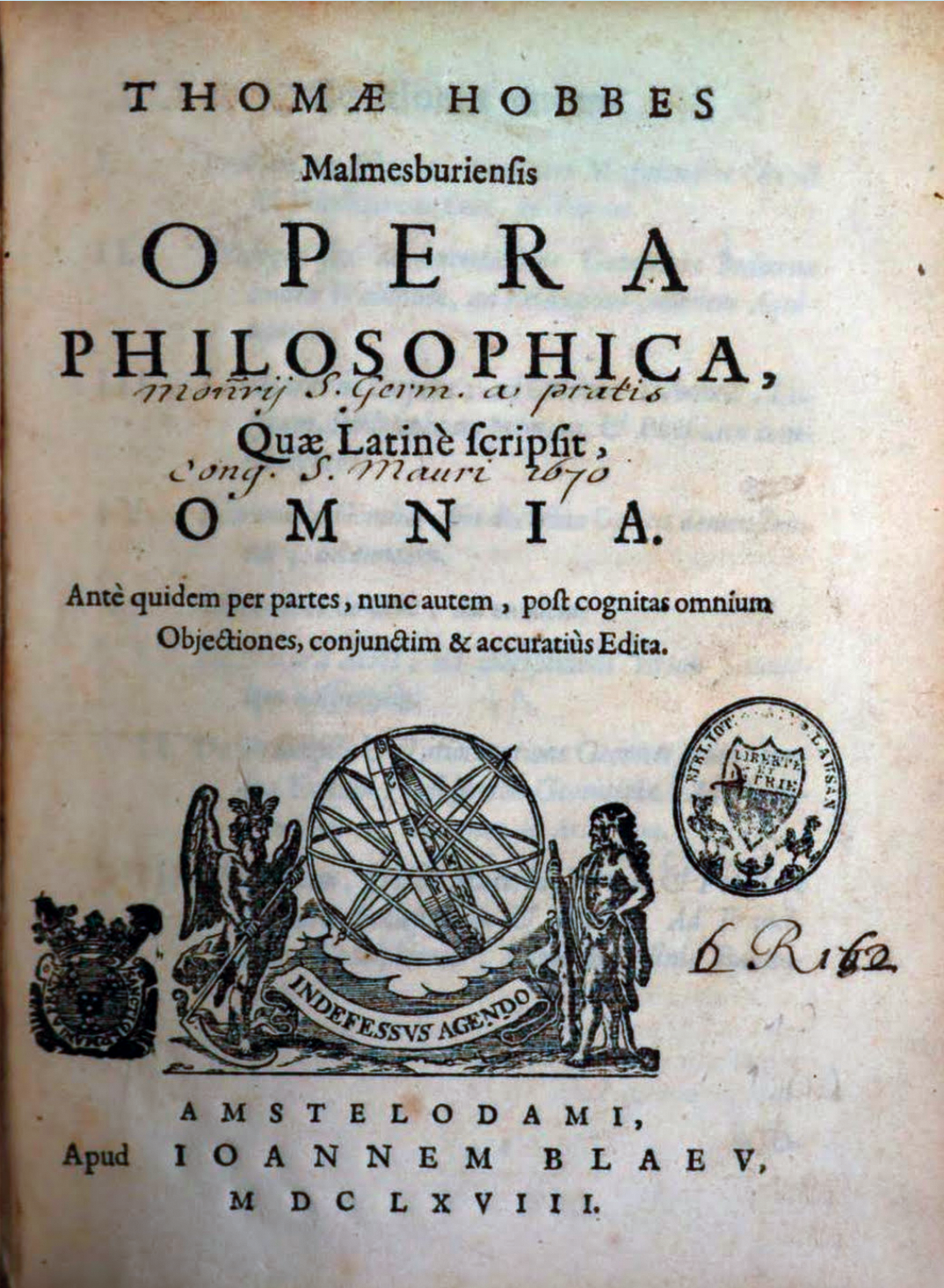
Phiên bản Leviathan năm 1668, tại Amsterdam.